# Breitensee (Wien)
Breitensee ist ein Bezirksteil im Westen Wiens, der gemeinsam mit den Bezirksteilen Penzing, Baumgarten, Hütteldorf und Hadersdorf-Weidlingau den 14. Wiener Gemeindebezirk, Penzing, bildet, sowie eine der 89 Wiener Katastralgemeinden.

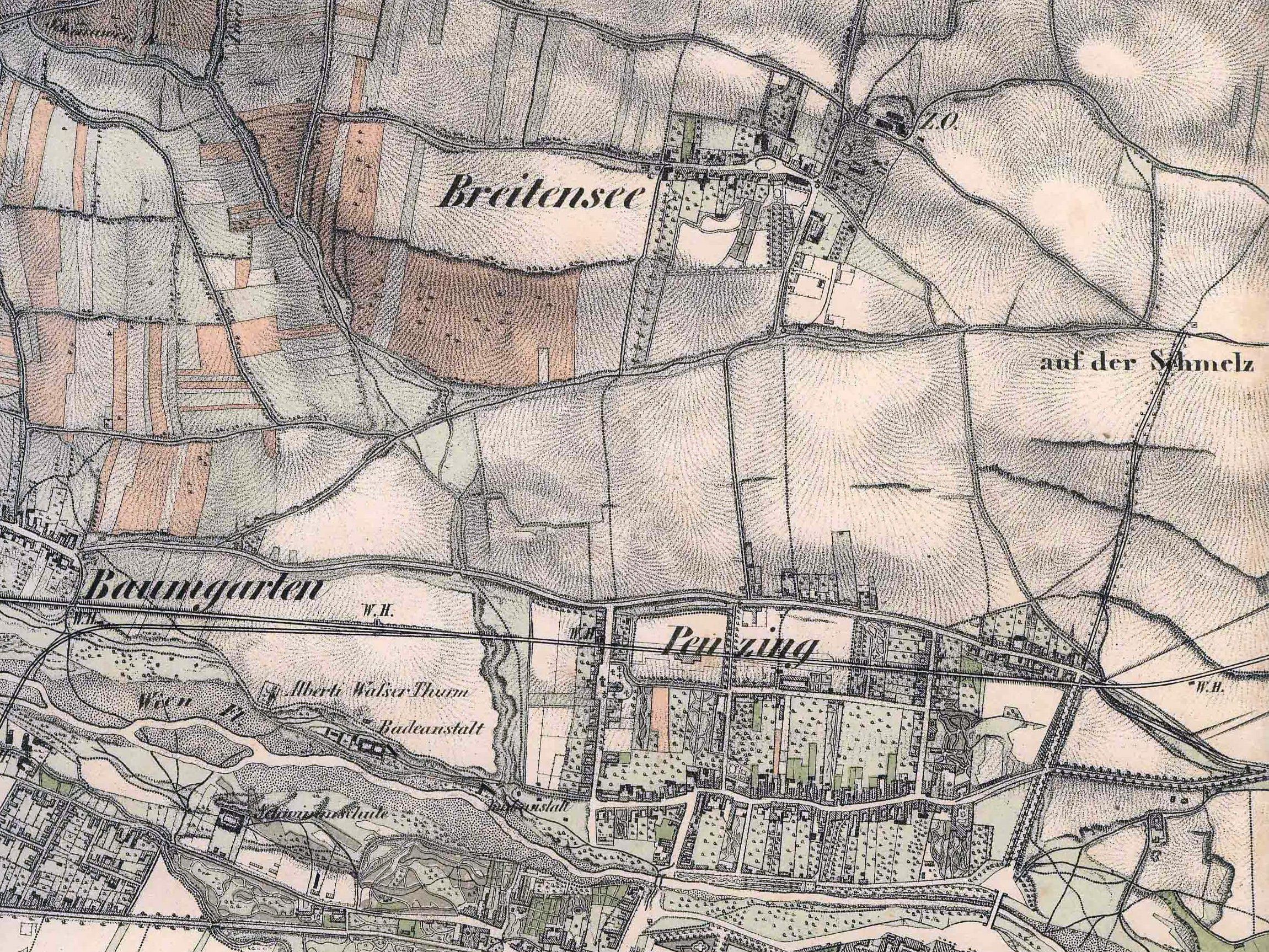
Karte von Breitensee nach 1860

## Geographie
Breitensee liegt im Nordosten des Gemeindebezirks. Der Bezirksteil wird durch die Hütteldorfer Straße im Süden, die Hernstorferstraße, die Stauffergasse und den Baumgartner Friedhof im Westen, den Flötzersteig im Norden und die Steinbruchstraße und die Schanzstraße im Nordosten begrenzt. Nördlich von Breitensee liegt Ottakring, östlich Rudolfsheim, südlich der Bezirksteil Penzing, westlich der Bezirksteil Baumgarten und nordwestlich der Bezirksteil Hütteldorf. Die Katastralgemeinde Breitensee erstreckt sich über eine Fläche von 173,82 Hektar, wovon ein Hektar im Gebiet des 16. Gemeindebezirks Ottakring liegt.

## Geschichte

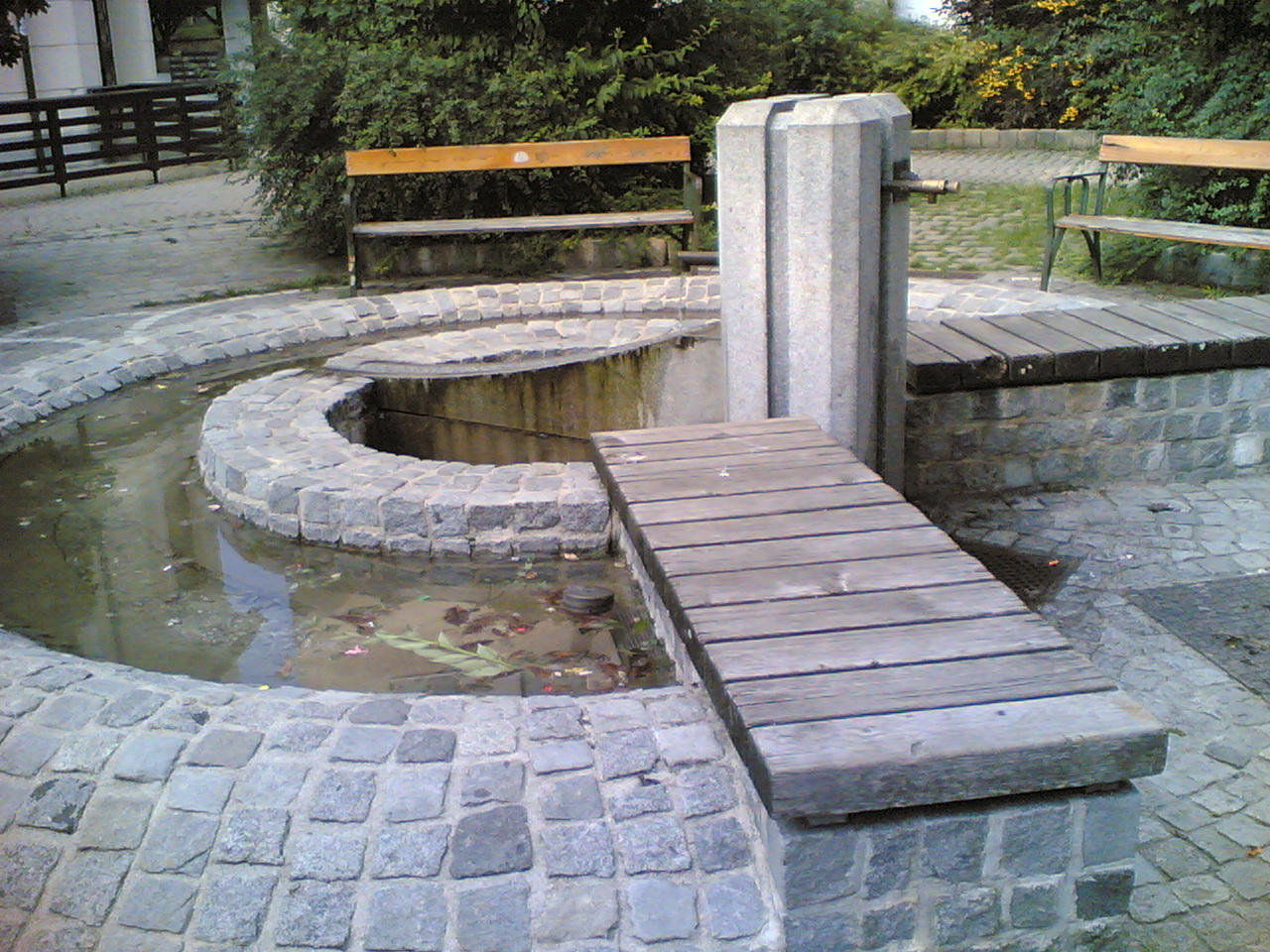
Ein Brunnen erinnert an den früheren Teich

Breitensee wurde in einer Urkunde erstmals 1195 als „Prantensee“ erwähnt. Das Wort Pranten bedeutet so viel wie Brandrodung. Der Name Breitensee könnte sich aber auch auf einen Teich namens Angerteich zurückführen lassen, welcher auch 1828 noch so groß war, dass ein Fiaker während der Reinigung seiner Kutsche beinahe ertrunken wäre. Doch im Laufe der Zeit verkam der Teich zum Tümpel und wurde 1873 schließlich trockengelegt. Zur Erinnerung an den damaligen Teich steht in Breitensee noch ein Brunnen.
Nach der Gründung einer Siedlung wurde hauptsächlich Feldwirtschaft betrieben, später entwickelte sich Breitensee zu einem bedeutenden Weinbauort. 1673 wurde Breitensee im Unterösterreichischen Land-Kompaß in die Reihe der besten Weinbauorte eingereiht. Die Bewohner waren großteils Bauern und Handwerker. Breitensee wurde jedoch durch die Türkenbelagerungen 1529 und 1683 und die Pest sehr in Mitleidenschaft gezogen. Um 1700 erwarb Graf Johann Ferdinand von Kuefstein die Herrschaft Breitensee. 1726/36 wurde die Breitenseer Schlosskapelle errichtet, die ab 1740 für die Öffentlichkeit zugänglich gemacht wurde. 1740–1772 besaß Johann Michael Kienmayer die Herrschaft Breitensee.
1874 fuhr erstmals die Pferdetramway vom Linienwall bis nach Breitensee. 12 Jahre später wurde diese auf Dampf umgestellt und schließlich 1903 elektrifiziert.
1905 wurde in der Hütteldorfer Straße 112 das Straßenbahndepot Remise Breitensee errichtet und bis 2006 betrieben.
Nach dem Abbruch 2008/2009 wird das Areal als Karree Breitensee neu bebaut.

## Eingemeindung

Breitensee-Tafel beim Brunnen

Breitensee wurde am 1. Jänner 1892 als Teil des neuen 13. Bezirks, Hietzing, nach Wien eingemeindet. Penzing, Breitensee, Baumgarten, Hütteldorf sowie Hietzing, Ober- und Unter St. Veit, Hacking, Lainz, Speising und Schönbrunn bildeten nun den 13. Wiener Gemeindebezirk.
Nach dem "Anschluss" Österreichs an das Dritte Reich im Jahr 1938 wurde der Ort als Teil des neugeschaffenen Groß-Wien in den neuen 14. Bezirk, Penzing, eingegliedert. Der 14. Bezirk umfasste nun die ehemaligen Vororte Baumgarten, Breitensee, Hütteldorf und Penzing sowie die neu zu Wien gekommenen Randgemeinden Hadersdorf-Weidlingau und Purkersdorf (dieses wurde 1954 an Niederösterreich rückgegliedert). 1945–1955 zählte Breitensee zum französischen Sektor der Stadt.
1987 wurde die Schnellbahnstation Breitensee der Vorortelinie (S 45) von Wien Hütteldorf bis Wien Heiligenstadt (später bis Wien Handelskai) wiedereröffnet. Mit der Verlängerung der U-Bahn-Linie U3 nach Wien Ottakring im Jahr 1998 wurde auch Breitensee mit der Station Hütteldorfer Straße an das Wiener U-Bahn-Netz angebunden.

## Wichtige Gebäude

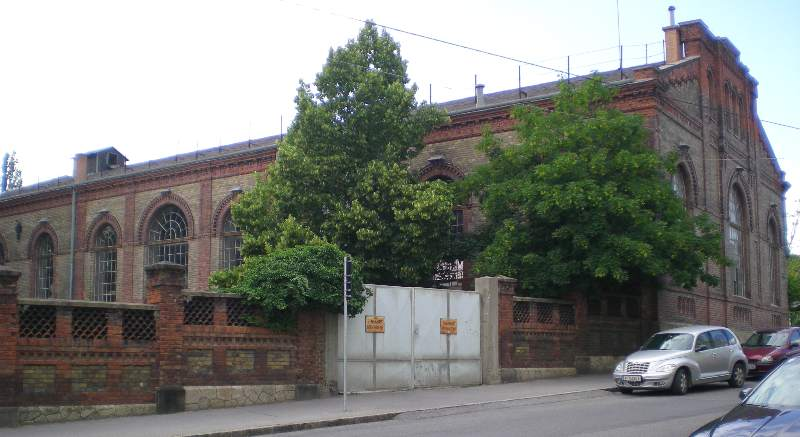
Das Pumpwerk Breitensee

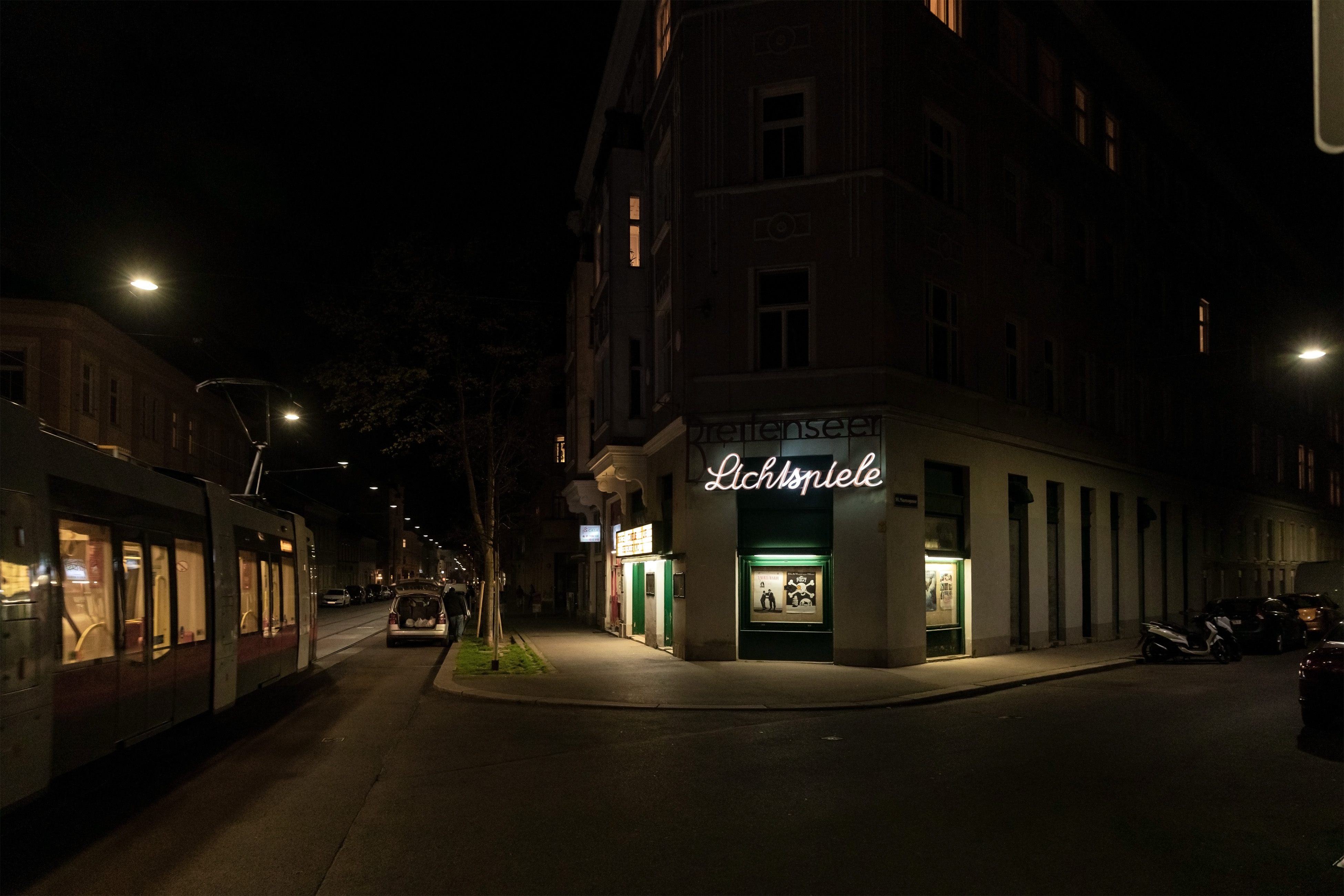
Die Breitenseer Lichtspiele an der Breitenseer Straße

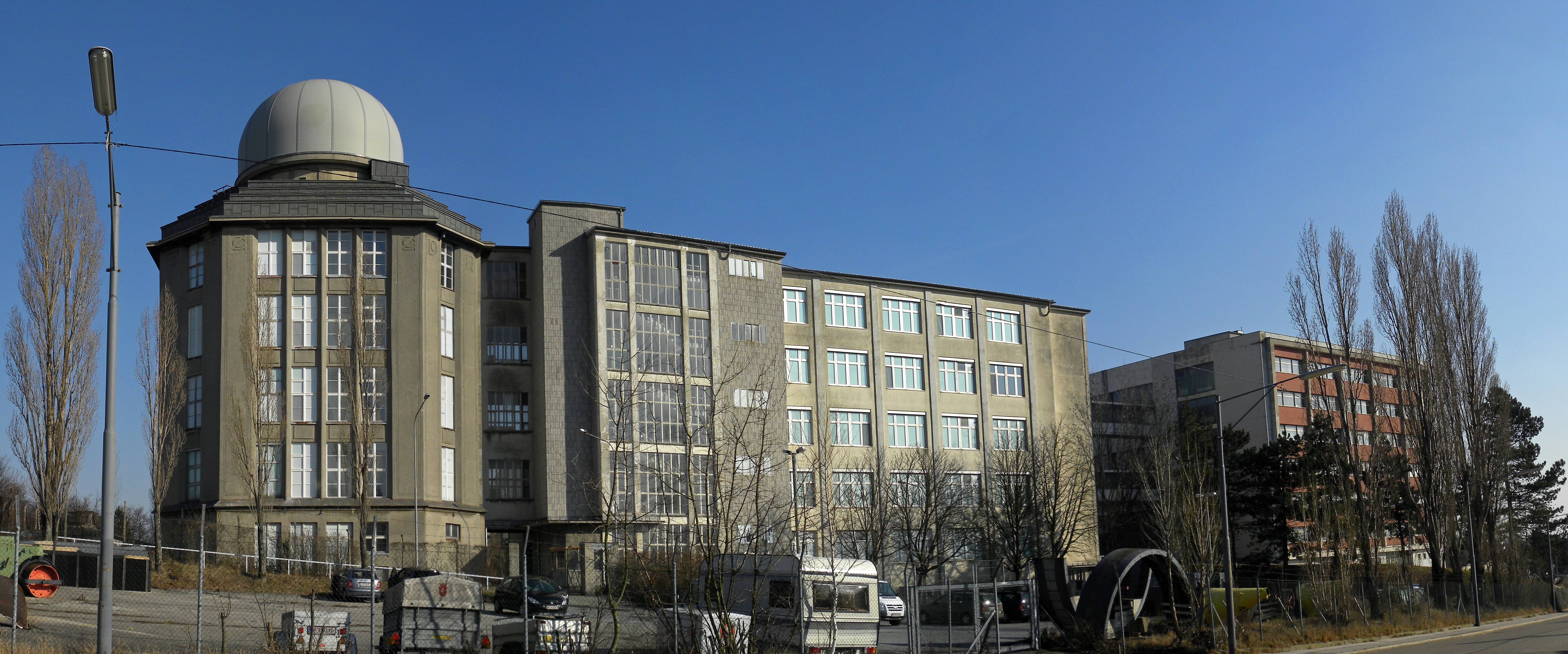
Das Philips-Zeiss-Werk

- Pfarrkirche Breitensee

Im Ortskern befindet sich die neugotische Kirche „St. Laurentius“, errichtet von 1896 bis 1898 durch den Breitenseer Baumeister Ludwig Zatzka, mit Gemälden von Hans Zatzka, dem Bruder des Baumeisters, und mit bemerkenswerten Glasmalereien. Sie wurde in der Tradition Friedrich von Schmidts, dessen Schüler Zatzka war, als Backsteinbau mit einer Einturmfassade und einem imposanten Chorabschluss errichtet. Ludwig Zatzka selbst hat sich – nach Art der spätmittelalterlichen Baumeister – in einer Porträtbüste an der Orgelempore selbst verewigt. Er baute in Breitensee auch die Volksschule Josefinum (1903) sowie die Kinderschutzstation (Breitenseerstraße 31) und mehrere Gründerzeit-Häuser in der Breitenseer Straße Nr. 6 und Nr. 8 (mit Deckengemälde seines Bruders) sowie Poschgasse 3 (ehemals Bartholomäusgasse, benannt nach Zatzkas Vater) und das angrenzende Haus in der Kuefsteingasse. Als Ganzes bildeten die Häuser ein Ensemble und beinhalten auch eine kleine Kapelle.
- Pumpwerk Breitensee

Am 6. November 1896 wurde in der Hütteldorfer Straße 142 das erste Pumpwerk der Wiener Wasserversorgung in Wien in Betrieb genommen.
- Breitenseer Lichtspiele

Die „Breitenseer Lichtspiele“ (BSL) auf der Breitenseer Straße sind Wiens ältestes noch bespieltes Kino. Es wurde im Jahr 1905 gegründet.
- Gasthaus „Zum Goldenen Kreuz“

In der Breitenseer Straße 80 befand sich das Gasthaus „Zum Goldenen Kreuz“ mit dem prachtvollen Johannisgarten, über den Oskar Schima ein Wienerlied schrieb. Ende der 1960er Jahre musste es einem Betriebsgebäude der Austria-Email-Werke weichen, 1998 bis 2000 wurde an der Stelle ein Wohngebäude errichtet.
- Breitenseer Prater

Am nordwestlichen Rand Breitensees befand sich inmitten einer Schrebergartensiedlung ein Vergnügungspark mit einem historischen Karussell, einem Mini-Autodrom und einer Schießbude, der analog zum Wiener Prater als „Breitenseer Prater“ bezeichnet wurde. Er wurde im Jahr 2005 geschlossen und 2007 in einen Parkplatz umgewandelt.
- Militärgebäude

In Breitensee befinden sich mehrere Militärgebäude: Das Kommandogebäude Theodor Körner, die ehemals größte Kadettenschule der Monarchie, und die Breitenseer Kaserne, welche durch die Breitenseer Straße in zwei Teile – Vega-Payer-Weyprecht-Kaserne und Biedermann-Huth-Raschke-Kaserne – aufgeteilt ist. 1898 übersiedelte die k. u. k. Infanterie-Kadetten-Schule in ihr neues Gebäude nach Breitensee (Hütteldorfer Straße 126). 1901–1903 wurde die „Kleine Breitenseer Kaserne“ errichtet (Breitenseer Straße 88), 1904 die „Große Breitenseer Kaserne“ (Breitenseer Straße 61).
- Hanusch-Krankenhaus

1914/15 wurde das Landwehrtruppenspital (Rainer-Spital, heute „Hanusch-Krankenhaus“) errichtet.
- Zeiss-Werk Wien

In der Braillegasse befindet sich ein für die Firma Carl Zeiss 1916 errichteter Industriebau, dessen Kuppel weit sichtbar ist (Architekt Robert Oerley). Nach einer Nutzung durch die Firma Philips ging das Gebäude an das Bundesheer (Militärische Liegenschaft Breitensee, inkl. Heeressportzentrum).
Der Bereich um den Laurentiusplatz (auf dem die Pfarrkirche steht) ist von der Stadt Wien als bauliche Schutzzone definiert, ebenso der Béla-Somogyi-Hof, ein Gemeindebau aus den 1920er-Jahren.

## Persönlichkeiten

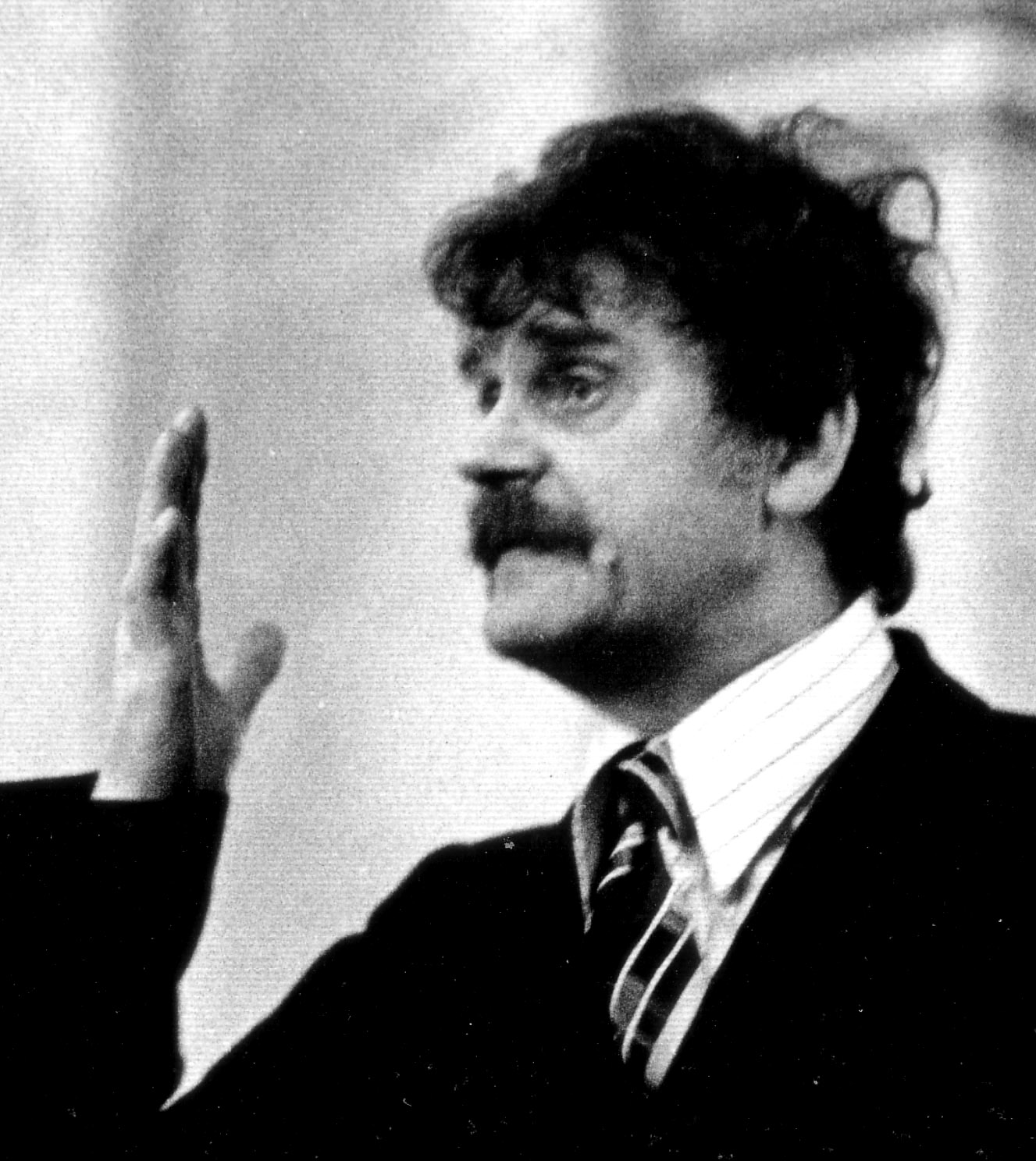
Der Dichter H. C. Artmann

Einer der bedeutendsten Breitenseer war H. C. Artmann (1921–2000), Schriftsteller und Mitbegründer der „Wiener Gruppe“. Er veröffentlichte 1958 den Dialekt-Gedichtband med ana schwoazzn dintn. gedichta r aus bradnse („Mit einer schwarzen Tinte. Gedichte aus Breitensee.“), der ihn berühmt machte und die Gattung des Wiener Mundartgedichtes begründete. Er wuchs in der Kienmayergasse auf, wo seine Mutter mit ihrem Lebensgefährten eine Schusterwerkstatt betrieb. Der H.-C.-Artmann-Park auf dem Schützplatz, der von der Kienmayergasse gekreuzt wird, erinnert an ihn.
Die Schauspielerin Hilde Sochor (1924–2017), Doyenne des Wiener Volkstheaters und u. a. durch die TV-Serie Kaisermühlen-Blues bekannt, kommt ebenfalls aus Breitensee. Sie wuchs in der Breitenseer Straße 8 auf.
Das Haus erbaute ihr Urgroßvater, der Architekt und Baumeister Ludwig Zatzka (1857–1925), der zahlreiche Bauvorhaben in Breitensee realisierte, etwa die Pfarrkirche Breitensee St. Laurentius. Zatzka war 1889–1891 auch Gemeinderat für die christlich-soziale Partei in der damals noch nicht zu Wien gehörenden Gemeinde Breitensee und später enger Mitarbeiter Bürgermeister Karl Luegers. Er hatte großen Einfluss auf die kommunalen Bauvorhaben dieser Zeit, wie die II. Wiener Hochquellenleitung, das Lainzer Versorgungsheim und die Wiener Gas- und E-Werke. Aufgrund seiner Verdienste wurde eine Parkanlage (Hütteldorfer Straße / Kendlerstraße) nach ihm benannt. Neben seiner Tätigkeit als Baumeister und Politiker war Zatzka auch ein bedeutender Kunstsammler. Als er in den Notzeiten nach dem Ersten Weltkrieg einen Großteil seiner Sammlung verkaufen wollte, wurde er das Opfer von Betrügern.
Sein Bruder war der ebenfalls aus Breitensee stammende Maler Hans Zatzka (1859–1945). Dieser schuf u. a. das Hochaltarbild für die Breitenseer Pfarrkirche und das Deckenfresko im Kurhaus in Baden bei Wien. Beider Vater Bartholomäus Zatzka (Fa. Bartholomäus Zatzka u. Söhne) hatte es im 19. Jahrhundert in Breitensee vom Maurermeister zum angesehenen Stadtbaumeister gebracht.
Pepi Matauschek (1925–2000) war ein berühmter Wienerlied-Sänger und Akkordeonspieler, der im Gasthaus Matauschek (Breitenseer Straße 14) auftrat. Sein Onkel Hans Matauschek hatte ab 1910 im Wirtshaus seiner Eltern in Breitensee eine Pflegestätte des Wienerlieds geschaffen. Der junge Pepi hatte dadurch Zugang zu den Größen des Wienerlieds und durfte sie auch bald selbst auf der Harmonika begleiten. In seinem Repertoire standen u. a. So hab´n ma´s in Breitensee gern (von Ferry Wunsch, mit dem Refrain I hab den Himmel in der Näh', weil i bin z'haus in Bratensee.) und das Breitenseer Lied. Er war ab 1983 ständiger Begleiter seiner Schwägerin, der Dudlerin Trude Mally, die oft in Breitensee zu Gast war, aber auch von Luise Wagner und Poldi Debljak. Der Film Orvuse on Oanwe – Die letzten Dudlerinnen Wiens von Christina Zurbrügg und Michael Hudecek porträtierte diese Wiener Volkssänger.
Der österreichische Entertainer Bobby Lugano, u. a. durch das ORF-Kinderabendprogramm Betthupferl bekannt, hatte bis zu seinem Tod ein kleines Café am Breitenseer Abschnitt der Hütteldorfer Straße.